# Bristow Muldoon

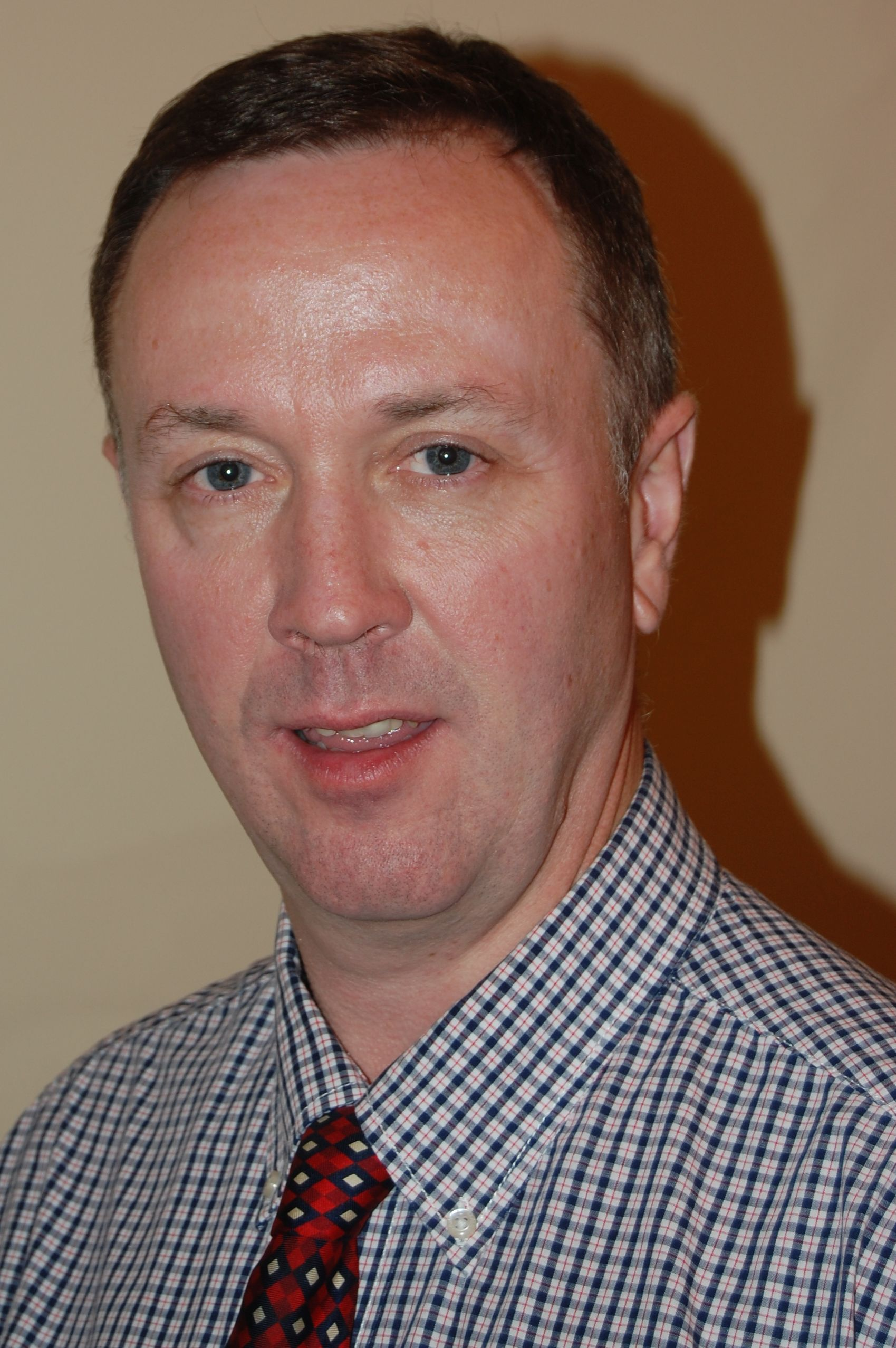
Bristow Muldoon

Bristow Muldoon (* 19. März 1964 in Glasgow) ist ein schottischer Politiker und Mitglied der Labour Party.
Bei den Schottischen Parlamentswahlen 1999 und 2003 gewann Muldoon das Direktmandat in seinem Wahlkreis Livingston und zog in das Schottische Parlament ein. Bei den Parlamentswahlen 2007 unterlag er seiner Kontrahentin Angela Constance von der Scottish National Party (SNP). Zuvor war Muldoon gewähltes Ratsmitglied in der Council Area West Lothian. Er ist verheiratet und erlangte einen Master in Chemie. Seit 2007 ist Muldoon Verbindungsperson der Royal Society of Chemistry und der Royal Society of Edinburgh zum Schottischen Parlament.